# DTI-Universität
Die DTI-Universität (slowakisch Vysoká škola DTI) ist eine 2006 gegründete Privathochschule mit Promotions- und Habilitationsrecht in Dubnica nad Váhom in der Slowakei mit rund 2200 Studierenden. Sie bietet Studiengänge in den Bereichen Management und der Lehrberufe an. Rektor der Universität ist seit dem 13. Mai 2022 Tomáš Lengyelfalusy. Prorektor ist Roman Hrmo.

## Geschichte
Zum 1. März 2006 nahm die Hochschule den Betrieb unter dem Namen Dubnický technologický inštitút v Dubnici nad Váhom auf. Bis 2010 zählte sie rund 4500 Studierende, in 2015 führten 1955 Studierende ein externes und 255 Studierende ein Vollzeitstudium durch. Seit Anfang 2017 firmiert die Hochschule unter dem heutigen Namen. Im gleichen Jahr geriet die Hochschule in den Fokus der Öffentlichkeit, nachdem drei Politiker der SMER-Partei, die ein Studium an der DTI-Universität absolviert hatten, unter Plagiatsverdacht fielen. Die DTI-Universität überprüft jetzt alle von Studenten eingereichten wissenschaftlichen Arbeiten mit einer Software um Plagiate frühzeitig ausfindig zu machen.
Zur Übernahme des heutigen Rektors Lengyelfalusy unterstrich die damalige Präsidentin der Slowakei Zuzana Čaputová in ihrer Laudatio die Bedeutung der Hochschule für die pädagogische Ausbildung im Land.
Seit 2014 hat die Universität ein Qualitätsmanagement-System gemäß ISO 9001 etabliert und 2021 den letzten Audit erfolgreich durchlaufen.
Die DTI-Universität ist laut der Datenbank anabin mit der bestmöglichen Bewertung H+ eingestuft. Institutionen mit einer H+ Bewertung sind im jeweiligen Herkunftsland in maßgeblicher Weise als Hochschulen anerkannt und ausgehend davon in Deutschland als Hochschulen anzusehen. Die Datenbank anabin wird von der Zentralstelle für ausländisches Bildungswesen (ZAB) bei der Ständigen Konferenz der Kultusminister der Länder in der Bundesrepublik Deutschland betrieben. Die DTI-Universität bietet durch Kooperationspartner in Deutschland die Möglichkeit ein Studium in deutscher Sprache zu absolvieren.

## Struktur
Die DTI-Universität ist in vier Fakultäten gegliedert:
- Fakultät für Schuldidaktik
- Fakultat für Schulpädagogik und Psychologie
- Fakultät für Didaktik von Ausbildungsberufen
- Fakultät für Management und Ökonomie

## Bachelor-Studiengänge
Die DTI-Universität bietet diese Bachelor-Studiengänge an:
- Lehramtsstudium
- Management

## Magister Studiengänge
Die DTI-Universität bietet diese Magister Studiengänge an:
- Lehramtsstudium
- Management

## Rigorosum Verfahren
Die DTI-Universität bietet Studiengänge zum Erwerb dieser Titel nach einem Rigorosum Verfahren an
- Doctor of Philosophy (PhDr.)
- Doctor of Pädagogik (PaedDr.)[13]

## Promotion
Die DTI-Universität bietet die Möglichkeit einer Promotion in diesen Fächern
- Doctor of Philosophy (PhD.) in Pädagogik
- Doctor of Philosophy (PhD.) Management[14]